# Passeport pour l'enfer
Cet article possède un paronyme, voir Visa pour l'enfer.
Pour plus de détails, voir Fiche technique et Distribution.
Passeport pour l'enfer (chinois traditionnel : 投奔怒海 ; pinyin : Tóubèn nù hǎi ; cantonais Jyutping : Tau ban no hoi) est un film hongkongais réalisé par Ann Hui, sorti le 22 octobre 1982.
Il est présenté en hors compétition au Festival de Cannes 1983.

## Synopsis
Trois années après avoir photographié la fin de la guerre, le journaliste japonais Shiomi Akutagawa revient au Viêt Nam pour faire un reportage sur la situation actuelle du pays, les mesures prises par le gouvernement comme les mises en place de Zones Économiques Nouvelles. Accompagné par deux responsables des affaires culturelles, Le et Vu, il se met à douter de la spontanéité des scènes dont il est témoin dans une de ces ZEN. Il décide alors de s'en éloigner seul et fait la rencontre d'une adolescente de 14 ans, Cam Nuong.

## Fiche technique
- Titre : Passeport pour l'enfer
- Titre original : chinois traditionnel : 投奔怒海 ; pinyin : Tóubèn nù hǎi ; cantonais Jyutping : Tau ban no hoi
- Titre anglais : Boat People
- Réalisation : Ann Hui
- Scénario : Tai An-Ping
- Musique : Law Wing-Fai
- Photographie : David Chung, Huang Zong Ji et Wong Chung Kay
- Montage : Kin Kin
- Production : Xia Meng
- Société de distribution : Bluebird Movie Enterprises Ltd
- Pays d'origine : Hong Kong
- Langue : cantonais, japonais, vietnamien
- Format : Couleurs - 1,85:1 - Mono - 35 mm
- Genre : Drame
- Durée : 111 minutes
- Dates de sortie : 22 octobre 1982 (Hong Kong), 23 novembre 1983 (France)
- Précédé par : The Story of Woo Viet
- Affiche : Michel Landi (France)

## Distribution
- George Lam : Shiomi Akutagawa
- Andy Lau : To Minh
- Season Ma : Cam Nuong
- Cora Miao : La maîtresse de Nguyen
- Paul Chiang
- Meiying Jia
- Seasib Na

## Distinctions

### Récompenses
- Hong Kong Film Awards 1983 : meilleur film, meilleure réalisation, meilleur scénario, meilleur acteur débutant (Season Na) et meilleure direction artistique.

### Nominations
- Hong Kong Film Awards 1983 : meilleur acteur (George Lam), meilleure actrice (Cora Miao et Season Ma), meilleure photographie (David Chung, Zong Ji Huang et Chung Kay Wong), meilleur montage (Kin Kin), meilleur acteur débutant (Andy Lau) et meilleure musique (Wing-fai Law).